# Lijst van voetbalinterlands Oostenrijk - Wales
Deze lijst van voetbalinterlands is een overzicht van alle officiële voetbalwedstrijden tussen de nationale teams van Oostenrijk en Wales. De landen speelden tot op heden elf keer tegen elkaar, te beginnen met een vriendschappelijke wedstrijd die werd gespeeld op 9 mei 1954 in Wenen. Het laatste duel, een kwalificatiewedstrijd voor het Wereldkampioenschap voetbal 2022, vond plaats in Cardiff op 24 maart  2022.

## Wedstrijden
| №  | Plaats  | Datum            | Competitie           | Wedstrijd          | Uitslag |
| -- | ------- | ---------------- | -------------------- | ------------------ | ------- |
| 1  | Wenen   | 9 mei 1954       | Vriendschappelijk    | Oostenrijk – Wales | 2 – 0   |
| 2  | Wrexham | 23 november 1955 | Vriendschappelijk    | Wales – Oostenrijk | 1 – 2   |
| 3  | Wenen   | 4 september 1974 | EK 1976 kwalificatie | Oostenrijk – Wales | 2 – 1   |
| 4  | Wrexham | 19 november 1975 | EK 1976 kwalificatie | Wales – Oostenrijk | 1 – 0   |
| 5  | Wenen   | 29 april 1992    | Vriendschappelijk    | Oostenrijk – Wales | 1 – 1   |
| 6  | Cardiff | 26 maart 2005    | WK 2006 kwalificatie | Wales – Oostenrijk | 0 – 2   |
| 7  | Wenen   | 30 maart 2005    | WK 2006 kwalificatie | Oostenrijk – Wales | 1 – 0   |
| 8  | Swansea | 6 februari 2013  | Vriendschappelijk    | Wales – Oostenrijk | 2 – 1   |
| 9  | Wenen   | 6 oktober 2016   | WK 2018 kwalificatie | Oostenrijk – Wales | 2 – 2   |
| 10 | Cardiff | 2 september 2017 | WK 2018 kwalificatie | Wales − Oostenrijk | 1 − 0   |
| 11 | Cardiff | 24 maart 2022    | WK 2022 kwalificatie | Wales – Oostenrijk | 2 − 1   |

## Samenvatting
| Competitie        | Totaal gespeeld | Winst Oostenrijk | Gelijk | Winst Wales | Doelsaldo Oostenrijk – Wales |
| ----------------- | --------------- | ---------------- | ------ | ----------- | ---------------------------- |
| WK-kwalificatie   | 5               | 2                | 1      | 2           | 6 − 5                        |
| EK-kwalificatie   | 2               | 1                | 0      | 1           | 2 − 2                        |
| Vriendschappelijk | 4               | 2                | 1      | 1           | 6 − 4                        |
| Totaal            | 11              | 5                | 2      | 4           | 14 − 11                      |

## Details

### Vijfde ontmoeting
| Vriendschappelijk (Wenen, Oostenrijk, 29 april 1992): |              | |
| Oostenrijk | 1 – 1        | Wales |
| Michael Baur 58' | goals        | 83' Chris Coleman |
| Ernst Happel | bondscoach   | Terry Yorath |
| Michael Konsel Michael Streiter Leopold Rotter Manfred Zsak Peter Stöger Christian Prosenik Herbert Gager 46' Andreas Herzog 79' Thomas Flögel Andreas Ogris 46' Toni Polster | opstellingen | Neville Southall David Phillips Mark Aizlewood 59' Eric Young Clayton Blackmore 76' Malcolm Allen Iwan Roberts Barry Horne 59' Glyn Hodges 88' Jeremy Goss Mark Bowen |
| Michael Baur 46' Ralph Hasenhüttl 46' Peter Schöttel 79' | wissels      | 59' Chris Coleman 59' Gareth Hall 76' Lee Nogan 88' Jason Rees |
| Peter Stöger 66' | gele kaarten | 54' David Phillips |
| - Debuut van Chris Coleman (Crystal Palace), Jason Rees (Luton Town) en Lee Nogan (Watford) voor Wales.                                                                       |              | |

### Achtste ontmoeting
| Vriendschappelijk (Swansea, Wales, 6 februari 2013): |       |                |
| Wales                                                | 2 – 1 | Oostenrijk     |
| Gareth Bale 21' Sam Vokes 52'                        | goals | 75' Marc Janko |

### Tiende ontmoeting
| WK 2018 kwalificatie (Cardiff, Wales, 2 september 2017):                                                  |       |            |
| Wales | 1 – 0 | Oostenrijk |
| Ben Woodburn 74'                                                                                          | goals |            |
| - Debuut van Ben Woodburn (Liverpool) voor Wales. - Debuut van Kevin Danso (FC Augsburg) voor Oostenrijk. |       |            |

ÖFB · A-internationals · Selecties · Bondscoaches · Oostenrijks vrouwenelftal · Olympisch elftal · Oostenrijk U21 · Oostenrijk U20 · Oostenrijk U19 · Oostenrijk U18 · Oostenrijk U17 · Oostenrijk U16 · Vrouwen U17
1902 – 1919 ·
1920 – 1929 ·
1930 – 1939 ·
1940 – 1949 ·
1950 – 1959 ·
1960 – 1969 ·
1970 – 1979 ·
1980 – 1989 ·
1990 – 1999 ·
2000 – 2009 ·
2010 – 2019 ·
2020 – 2029
EK's: 2008 · 
2016 · 
2020 · 
2024
WK's: 1934 · 
1954 · 
1958 · 
1978 · 
1982 · 
1990 · 
1998
OS: 1912 ·
1936 ·
1948 ·
1952
1902 · 
1903 · 
1904 · 
1905 · 
1906 · 
1907 · 
1908 · 
1909 · 
1910 · 
1911 · 
1912 · 
1913 · 
1914 · 
1915 · 
1916 · 
1917 · 
1918 · 
1919 · 
1920 · 
1921 · 
1922 · 
1923 · 
1924 · 
1925 · 
1926 · 
1927 · 
1928 · 
1929 · 
1930 · 
1931 · 
1932 · 
1933 · 
1934 · 
1935 · 
1936 · 
1937 · 
1938 · 1939 · 1940 · 1941 · 1942 · 1943 · 1944 · 1945 · 
1946 · 
1947 · 
1948 · 
1949 · 
1950 · 
1952 · 
1952 · 
1953 · 
1954 · 
1955 · 
1956 · 
1957 · 
1958 · 
1959 · 
1960 · 
1961 · 
1962 · 
1963 · 
1964 · 
1965 · 
1966 · 
1967 · 
1968 · 
1969 · 
1970 · 
1971 · 
1972 · 
1973 · 
1974 · 
1975 · 
1976 · 
1977 · 
1978 · 
1979 · 
1980 · 
1981 · 
1982 · 
1983 · 
1984 · 
1985 · 
1986 · 
1987 · 
1988 · 
1989 · 
1990 ·
1991 · 
1992 · 
1993 · 
1994 · 
1995 · 
1996 · 
1997 · 
1998 · 
1999 · 
2000 · 
2001 · 
2002 · 
2003 · 
2004 · 
2005 · 
2006 · 
2007 · 
2008 · 
2009 · 
2010 · 
2011 · 
2012 · 
2013 · 
2014 · 
2015 · 
2016 · 
2017 · 
2018 · 
2019 · 
2020 · 
2021 ·
2022
Albanië ·
Algerije ·
Andorra ·
Argentinië ·
Azerbeidzjan ·
België ·
Bosnië en Herzegovina ·
Brazilië ·
Bulgarije ·
Canada ·
Chili ·
Costa Rica ·
Cyprus ·
Denemarken ·
DDR ·
Duitsland ·
Egypte ·
Engeland ·
Estland ·
Faeröer ·
Finland ·
Frankrijk ·
Georgië ·
Ghana ·
Griekenland ·
Hongarije ·
Ierland ·
IJsland ·
Iran ·
Israël ·
Italië ·
Ivoorkust ·
Japan ·
Joegoslavië ·
Kameroen ·
Kazachstan ·
Kroatië ·
Letland ·
Liechtenstein ·
Litouwen ·
Luxemburg ·
Malta ·
Moldavië ·
Montenegro ·
Nederland ·
Nigeria ·
Noord-Ierland ·
Noord-Macedonië ·
Noorwegen ·
Oekraïne ·
Paraguay ·
Peru ·
Polen ·
Portugal ·
Roemenië ·
Rusland ·
San Marino ·
Schotland ·
Servië ·
Slovenië ·
Slowakije ·
Sovjet-Unie ·
Spanje ·
Trinidad en Tobago ·
Tsjechië ·
Tsjecho-Slowakije ·
Tunesië ·
Turkije ·
Uruguay ·
Venezuela ·
Verenigde Staten ·
Wales ·
Wit-Rusland ·
Zweden ·
Zwitserland
Algerije (1982) · 
Chili (1982) · 
Duitsland (2008) · 
Frankrijk (1982) · 
Hongarije (2016) · 
Italië (2021) · 
Kroatië (2008) · 
Nederland (2021) · 
Noord-Ierland (1982) · 
Noord-Macedonië (2021) · 
Oekraïne (2021) · 
Polen (2008) ·  
Portugal (2016) · 
West-Duitsland (1982)
FAW · A-internationals · Bondscoaches · Statistieken · Welsh vrouwenelftal · Brits olympisch elftal · Wales U21 · Wales U20 · Wales U19 · Wales U18 · Wales U17 · Wales U16
1876 – 1899 ·
1900 – 1919 ·
1920 – 1929 ·
1930 – 1939 ·
1940 – 1949 ·
1950 – 1959 ·
1960 – 1969 ·
1970 – 1979 ·
1980 – 1989 ·
1990 – 1999 ·
2000 – 2009 ·
2010 – 2019 ·
2020 − 2029
EK 2016 · 
EK 2020
WK 1958
1876 · 
1877 · 
1878 · 
1879 · 
1880 · 
1881 · 
1882 · 
1883 · 
1884 · 
1885 · 
1886 · 
1887 · 
1888 · 
1889 · 
1890 · 
1891 · 
1892 · 
1893 · 
1894 · 
1895 · 
1896 · 
1897 · 
1898 · 
1899 · 
1900 · 
1901 · 
1902 · 
1903 · 
1904 · 
1905 · 
1906 · 
1907 · 
1908 · 
1909 · 
1910 · 
1911 · 
1912 · 
1913 · 
1914 · 
1915 · 1916 · 1917 · 1918 · 1919 · 
1920 · 
1921 · 
1922 · 
1923 · 
1924 · 
1925 · 
1926 · 
1927 · 
1928 · 
1929 · 
1930 · 
1931 · 
1932 · 
1933 · 
1934 · 
1935 · 
1936 · 
1937 · 
1938 · 
1939 · 
1940 · 1941 · 1942 · 1943 · 1944 · 1945 · 
1946 · 
1947 · 
1948 · 
1949 · 
1950 · 
1952 · 
1952 · 
1953 · 
1954 · 
1955 · 
1956 · 
1957 · 
1958 · 
1959 · 
1960 · 
1961 · 
1962 · 
1963 · 
1964 · 
1965 · 
1966 · 
1967 · 
1968 · 
1969 · 
1970 · 
1971 · 
1972 · 
1973 · 
1974 · 
1975 · 
1976 · 
1977 · 
1978 · 
1979 · 
1980 · 
1981 · 
1982 · 
1983 · 
1984 · 
1985 · 
1986 · 
1987 · 
1988 · 
1989 · 
1990 · 
1991 · 
1992 · 
1993 · 
1994 · 
1995 · 
1996 · 
1997 · 
1998 · 
1999 · 
2000 · 
2001 · 
2002 · 
2003 · 
2004 · 
2005 · 
2006 · 
2007 · 
2008 · 
2009 · 
2010 · 
2011 · 
2012 · 
2013 · 
2014 · 
2015 · 
2016 · 
2017 ·
2018 ·
2019 ·
2020 ·
2021 ·
2022 ·
2023
Albanië ·
Andorra ·
Argentinië ·
Armenië ·
Australië ·
Azerbeidzjan ·
België ·
Bosnië en Herzegovina ·
Brazilië ·
Bulgarije ·
Canada ·
Chili ·
China ·
Costa Rica ·
Cyprus ·
DDR ·
Denemarken ·
Duitsland ·
Engeland ·
Estland ·
Faeröer ·
Finland ·
Frankrijk ·
Georgië ·
Gibraltar ·
Griekenland ·
Hongarije ·
Ierland ·
IJsland ·
Iran ·
Israël ·
Italië ·
Jamaica ·
Japan ·
Joegoslavië ·
Kazachstan ·
Koeweit ·
Kroatië ·
Letland ·
Liechtenstein ·
Luxemburg ·
Malta ·
Mexico ·
Moldavië ·
Montenegro ·
Nederland ·
Nieuw-Zeeland ·
Noord-Ierland ·
Noord-Macedonië ·
Noorwegen ·
Oekraïne ·
Oostenrijk ·
Panama ·
Paraguay ·
Polen ·
Portugal · 
Qatar ·
Roemenië ·
Rusland ·
San Marino ·
Saoedi-Arabië ·
Schotland ·
Servië ·
Servië en Montenegro ·
Slovenië ·
Slowakije ·
Sovjet-Unie ·
Spanje ·
Trinidad & Tobago ·
Tsjechië ·
Tsjecho-Slowakije ·
Tunesië ·
Turkije ·
Uruguay ·
Verenigde Staten ·
Wit-Rusland ·
Zuid-Korea ·
Zweden ·
Zwitserland
Engeland (2016) · 
Denemarken (2021) · 
Italië (2021) · 
Rusland (2016) ·
Slowakije (2016) · 
Turkije (2021) · 
Zwitserland (2021)